# Barra de Santo Antônio
Barra de Santo Antônio é um município brasileiro do estado de Alagoas, localizado na Região Metropolitana de Maceió. Sua população, conforme estimativas do IBGE de 2021, era de 16 201 habitantes.
A distância do município até a capital é de 37 quilômetros, possui belas praias como Tabuba, com seus vistosos arrecifes de franja e barreiras, transformando o mar em uma grande piscina; a famosa Ilha da Croa; a praia da Maré Mansa e Carro Quebrado, com seu extenso coqueiral e praias de rara beleza e ainda pouco exploradas, mantendo seu apelo selvagem e exótico.

## História
Barra de Santo Antônio deve sua colonização aos holandeses, que chegaram ao litoral por volta de 1631. A partir daí começou o progresso no povoado, que era constituído por poucas casas de taipa construídas à margem do rio Santo Antônio Grande, que corta a cidade em dois locais distintos: um mais urbano, sede da cidade (à margem direita) e o outro, mais turístico e nativo (à margem esquerda). Neste lado, durante muitos anos houve um cruzeiro construído pelos holandeses, que servia de ponto de partida para a procissão de Bom Jesus dos Navegantes, destruído pelo tempo.
Na época de progresso funcionou um estaleiro onde eram construídos barcos e navios de pequeno porte, com isso, o povoado foi crescendo. A pesca e a exploração da pedra calcárea sempre foram os pontos básicos da economia.
O movimento de emancipação política do distrito, então pertencente a São Luís do Quitunde, foi liderado por Manuel Monteiro de Carvalho. Em 1960, a cidade conseguiu a emancipação.
Até hoje na Tabuba e Santa Luzia, povoados da cidade, há casas pertencentes à imigrantes portugueses e italianos, além de casas de férias de  algumas pessoas da capital e da região.

## Turismo
Barra de Santo Antônio tem no turismo sua vocação natural. Suas praias conservam característias selvagens e linhas de arrecifes formam piscinas naturais de uma limpidez incontestável. Cortada pelo Rio Santo Antônio Grande, a Barra se divide em duas partes, uma mais urbana que integra a estrutura da cidade, e, navegando pelo rio, a mais nativa, onde se concentram os principais pontos turísticos, uma delas é a Ilha da Croa, cuja travessia era feita por balsas, e que a partir de abril de 2010, passou a ser pela ponte que liga o Centro da Cidade com a parte mais nativo da Ilha da Croa. Ainda como atrativos, as lindas praias de Carro Quebrado, das Enseadas e Tabuba.
Entre as festividades, destacam-se o carnaval, os festejos juninos,  a São Sebastião (20 de janeiro), de Santo Antônio( 13 de junho) da Emancipação (20 de agosto), de Nossa Senhora da Conceição ( 08 de dezembro), Santa Luzia ( 13 de dezembro), Natal  e de Ano Novo.